# ShopRite LPGA Classic
De ShopRite LPGA Classic is een jaarlijks golftoernooi voor vrouwen, dat deel uitmaakt van de LPGA Tour. Het toernooi werd opgericht in 1986 als de Atlantic City LPGA Classic en vindt sinds 2011 plaats op de Bay Course van de Stockton Seaview Golf Club in Galloway, New Jersey.
Het toernooi wordt over drie dagen gespeeld in een strokeplay-formule en na de tweede dag wordt de cut toegepast.

## Golfbanen
| Jaar      | Golfbaan                                   | Plaats                   | Info                             |
| --------- | ------------------------------------------ | ------------------------ | -------------------------------- |
| 1986-1987 | Marriott Seaview Country Club (Bay Course) | Absecon, New Jersey      |                                  |
| 1988-1990 | Sands Country Club                         | New Jersey               | De countryclub bestaat niet meer |
| 1991-1997 | Greate Bay Country Club                    | Somers Point, New Jersey |                                  |
| 1998-2006 | Seaview Marriott Resort (Bay Course)       | Absecon, New Jersey      | Baanrecord: 62 (-9)              |
| 2010      | Dolce Seaview Resort                       | Galloway, New Jersey     |                                  |
| 2011-     | Stockton Seaview Golf Club (Bay Course)    | Galloway, New Jersey     | Baanrecord: 62 (-9)              |

## Winnaressen
| Jaar                       | Winnares                   | Score                      | Score                      | Info                             |
| Atlantic City LPGA Classic | Atlantic City LPGA Classic | Atlantic City LPGA Classic | Atlantic City LPGA Classic | Atlantic City LPGA Classic       |
| -------------------------- | -------------------------- | -------------------------- | -------------------------- | -------------------------------- |
| 1986                       | Juli Inkster               | 209                        | –4                         |                                  |
| 1987                       | Betsy King                 | 207                        | –6                         |                                  |
| Atlantic City Classic      |                            |                            |                            |                                  |
| 1988                       | Juli Inkster po            | 206                        | –7                         | Won de play-off van Beth Daniel  |
| 1989                       | Nancy Lopez                | 206                        | –4                         |                                  |
| 1990                       | Christa Johnson            | 275                        | –5                         | 72-holes event                   |
| 1991                       | Jane Geddes                | 208                        | –5                         |                                  |
| ShopRite LPGA Classic      |                            |                            |                            |                                  |
| 1992                       | Anne Marie Palli po        | 207                        | –7                         | Won de play-off van Laura Davies |
| 1993                       | Shelley Hamlin             | 204                        | –9                         |                                  |
| 1994                       | Donna Andrews              | 207                        | –6                         |                                  |
| 1995                       | Betsy King                 | 204                        | –9                         |                                  |
| 1996                       | Dottie Pepper              | 202                        | –11                        |                                  |
| 1997                       | Michelle McGann            | 201                        | –12                        |                                  |
| 1998                       | Annika Sörenstam           | 196                        | –17                        |                                  |
| 1999                       | Se Ri Pak                  | 198                        | –15                        |                                  |
| 2000                       | Janice Moodie              | 203                        | –10                        |                                  |
| 2001                       | Betsy King                 | 201                        | –12                        |                                  |
| 2002                       | Annika Sörenstam           | 201                        | –12                        |                                  |
| 2003                       | Angela Stanford            | 197                        | –16                        |                                  |
| 2004                       | Cristie Kerr               | 202                        | –11                        |                                  |
| 2005                       | Annika Sörenstam           | 196                        | –17                        |                                  |
| 2006                       | Seon Hwa Lee               | 197                        | –16                        |                                  |
| 2007                       | Geen toernooi              | Geen toernooi              | Geen toernooi              | Geen toernooi                    |
| 2008                       | Geen toernooi              | Geen toernooi              | Geen toernooi              | Geen toernooi                    |
| 2009                       | Geen toernooi              | Geen toernooi              | Geen toernooi              | Geen toernooi                    |
| 2010                       | Ai Miyazato                | 197                        | –16                        |                                  |
| 2011                       | Brittany Lincicome         | 202                        | –11                        |                                  |
| 2012                       | Stacy Lewis                | 201                        | –12                        |                                  |
| 2013                       | Karrie Webb                | 209                        | –4                         |                                  |
| 2014                       | Stacy Lewis                | 197                        | –16                        |                                  |
| 2015                       | Anna Nordqvist             | 205                        | –8                         |                                  |

| Toernooirecord |  | po = winnares na play-off |

### Meervoudige winnaars
Golfsters die dit toernooi meer dan twee keer wonnen:
3 keer
- Betsy King: 1987, 1995 & 2001
- Annika Sörenstam: 1998, 2002 & 2005

2 keer
- Juli Inkster: 1986 & 1988
- Stacy Lewis: 2012 & 2014